# Korpus Balonowy Armii Unii

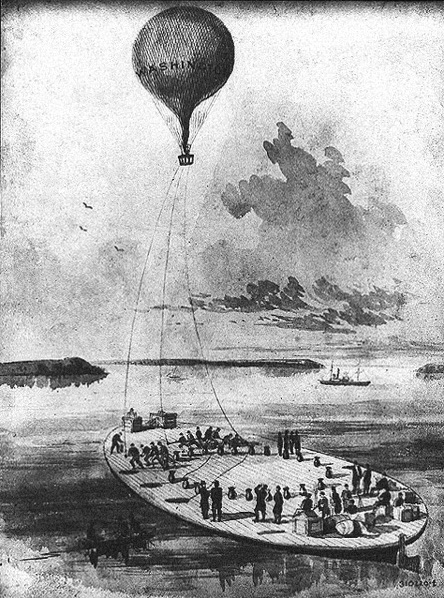
Lot balonu z balonowca "George Washington Parke Custis"

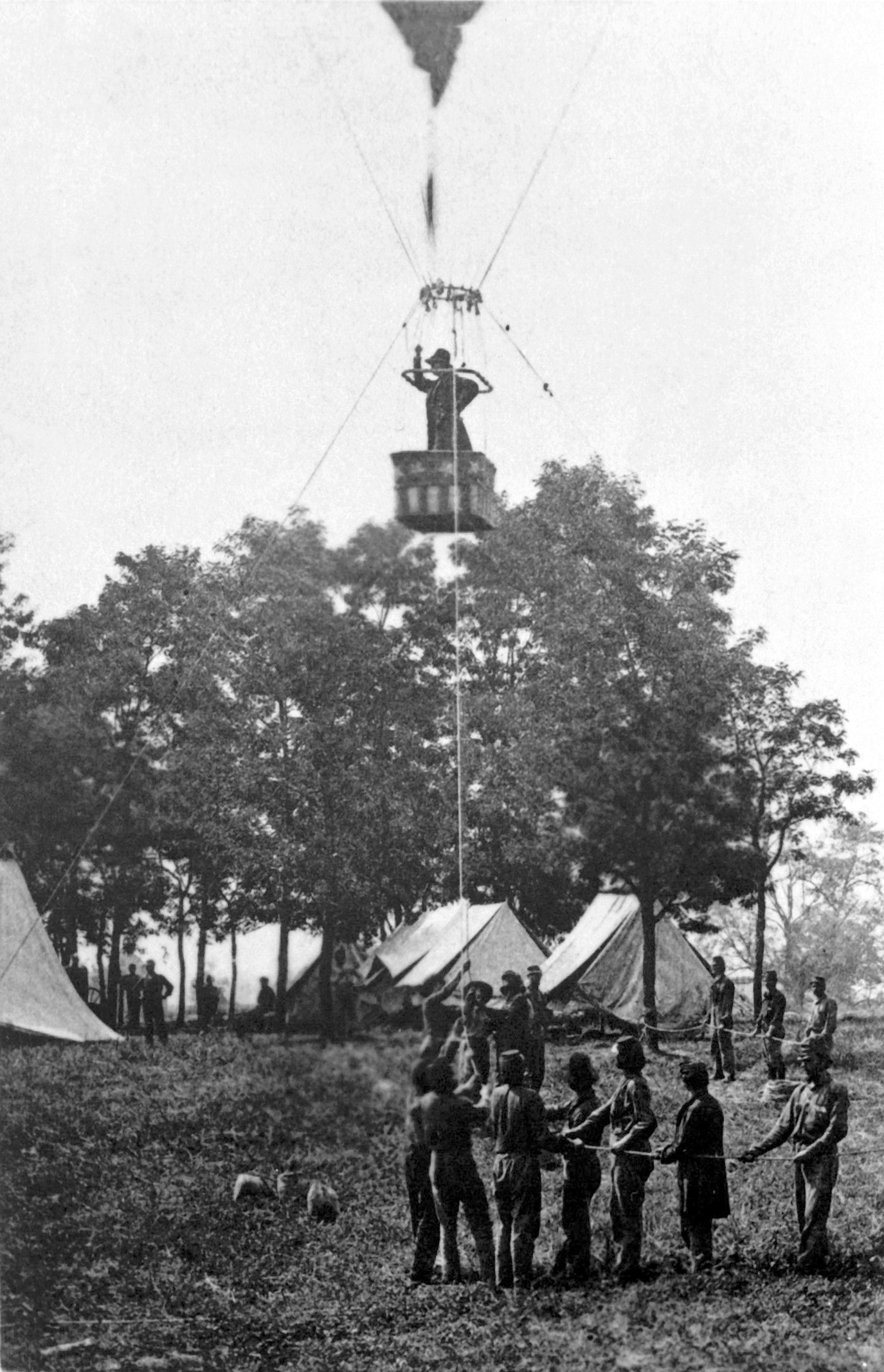

Korpus Balonowy Armii Unii (ang. Union Army Balloon Corps) – korpus lotniczy (balonowy) Armii Unii w czasie wojny secesyjnej. Wchodził w skład Topographical Engineers.
Istniał od października 1861 do sierpnia 1863 i dokonywał powietrznego rekonesansu. Stacjonował w garnizonie Fort Corcoran a jego dowódcą był Thaddeus Sobieski Constantine Lowe. Korpus operował pierwszym na świecie okrętem balonowym o nazwie USS „George Washington Parke Custis”.
Skład osobowy korpusu stanowiło ośmiu lotników dysponujących siedmioma aerostatami wyposażonymi w generatory gazu wodorowego.